# Luc Besson
Luc Paul Maurice Besson (Paris, 18 de Março de 1959) é um diretor, produtor e argumentista de cinema francês. É conhecido por ter dirigido os filmes Léon e The Fifth Element.

## Carreira
Luc Besson nasceu no dia 18 de março de 1959 e foi criado na Grécia, onde os seus pais eram ambos instrutores de mergulho nos Club Méditerranée. Isso fez com que desde muito cedo tivesse tido contacto com o desporto e, com a vida aquática, tendo lhe sido assim motivado o interesse pelas ciências marítimas, rumo que, pretendia seguir.
Aos 17 anos, um acidente impedíu-o de voltar a praticar desportos nauticos. Como sempre fora bastante criativo, nas horas vagas gostava de inventar histórias, decidira conduzir por aí o seu futuro.
Com 18 anos, establece-se na sua cidade natal, Paris, e, começa a trabalhar aí na área do cinema. Tirou o curso de cinema nos Estados Unidos da América. Após o término do curso, regressa a França para se dedicar ao cinema por inteiro.
Os seus principais trabalhos foram: O Último Combate (1983), Subway (1985), Imensidão Azul (1988), O Profissional (1994), O Quinto Elemento (1997), Joana D'Arc (1999), Banlieue 13 (2004), Artur e os Minimeus (2006) Banlieue 13 - Ultimatum (2009), As Múmias do Faraó (2010) e The Lady (2011) Lucy (2014).

### Cité du Cinéma
Em 21 de setembro de 2012, Besson realizou um antigo sonho e inaugurou a Cité du Cinéma ("Cidade do Cinema", em francês), um complexo cinematográfico de 62 mil metros quadrados construído em uma antiga central elétrica em Seine-Saint-Denis, subúrbio popular do norte de Paris. O complexo está avaliado em € 180 milhões (cento e oitenta milhões de euros) e já é chamado de "Hollywood francesa". Estiveram presentes à inauguração grandes nomes do cinema internacional tais como Sophie Marceau, Jean Dujardin, Jamel Debbouze, Alain Terzian, Robert de Niro, Tommy Lee Jones, Michelle Pfeiffer e Dianna Agron. A Cidade do Cinema foi recebida com entusiasmo pelos moradores da região, pois o complexo fica numa área de elevado desemprego entre os jovens, muitos deles descendentes de imigrantes, que agora podem sonhar com um emprego na indústria cinematográfica. Besson já trabalha no local onde realiza atualmente o filme Malavita, com os atores Robert de Niro, Tommy Lee Jones, Michelle Pfeiffer e Dianna Agron e que tem estréia prevista para 2013.

## Vida pessoal
Entre 1986 e 1991, Besson foi casado com a atriz francesa Anne Parillaud, de quem se divorciou e com quem tem uma filha, Juliette, nascida em 1987. Também foi casado, entre 1992 e 1997, com a também atriz e diretora francesa Maïwenn quando esta tinha apenas 16 anos. Em 1997, casou-se com a atriz sovietica Milla Jovovich, de quem se divorciou em 1999. Desde 2004 está casado com a produtora de filmes Virginie Silla. Além de Juliette, Besson tem mais quatro filhos: Shana, Thalia, Satine, e Mao, este nascido em 2005.
Em 2018, Besson foi acusado de estupro pela atriz Sand Van Roy e outras atrizes que o denunciaram de maneira anônima. Seu advogado, Thierry Marembert, declarou que Besson nega as acusações e que conhece a acusadora, com quem nunca se comportou inadequadamente. Cinco mulheres declararam afirmações similares contra Besson, incluindo uma ex-assistente, duas estudantes do estúdio Cité du Cinéma e uma ex-empregada da EuropaCorp, empresa fundada por ele. Outra denunciante anônima, uma atriz que trabalhou em dois filmes do diretor, alega em petição inicial que foi estuprada por ele em 10 de maio no Hôtel Le Bristol Paris, após uma reunião com Besson, que nega a acusação.

## Filmografia
Nesta relação estão inclusos os trabalhos de Luc Besson como diretor, roteirista e produtor ou os três combinados:

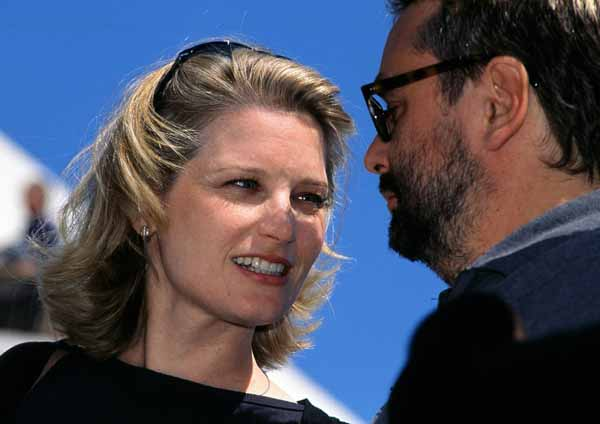
Luc Besson com a atriz estadunidense Bridget Fonda, estrela do filme A Assassina, que é um remake do filme de Besson, Nikita

| Ano  | Filme                                           | Creditado como | Creditado como | Creditado como |
| Ano  | Filme                                           | Diretor        | Roteirista     | Produtor       |
| ---- | ----------------------------------------------- | -------------- | -------------- | -------------- |
| 1981 | L'Avant Dernier (curta-metragem)                | Sim            | Sim            | Sim            |
| 1983 | Le Dernier Combat                               | Sim            | Sim            | Sim            |
| 1985 | Subway                                          | Sim            | Sim            | Sim            |
| 1986 | Kamikaze                                        |                | Sim            | Sim            |
| 1988 | Imensidão Azul                                  | Sim            | Sim            |                |
| 1990 | Nikita                                          | Sim            | Sim            |                |
| 1991 | Atlantis[I]                                     | Sim            | Sim            | Sim            |
| 1991 | Cold Moon                                       |                |                | Sim            |
| 1994 | Léon                                            | Sim            | Sim            | Sim            |
| 1997 | Nil by Mouth                                    |                |                | Sim            |
| 1997 | The Fifth Element                               | Sim            | Sim            |                |
| 1998 | Taxi                                            |                | Sim            | Sim            |
| 1999 | The Messenger: The Story of Joan of Arc         | Sim            | Sim            |                |
| 2000 | Taxi 2                                          |                | Sim            | Sim            |
| 2000 | The Dancer                                      |                | Sim            | Sim            |
| 2001 | Kiss of the Dragon                              |                | Sim            | Sim            |
| 2001 | Wasabi                                          |                | Sim            | Sim            |
| 2001 | Yamakasi                                        |                | Sim            | Sim            |
| 2002 | Asterix & Obelix: Mission Cleopatra[II]         |                |                |                |
| 2002 | La Turbulence Des Fluides                       |                |                | Sim            |
| 2002 | The Transporter                                 |                | Sim            | Sim            |
| 2003 | Cheeky                                          |                |                | Sim            |
| 2003 | Fanfan la Tulipe                                |                | Sim            | Sim            |
| 2003 | Les Côtelettes                                  |                |                | Sim            |
| 2003 | Michel Vaillant                                 |                | Sim            | Sim            |
| 2003 | Taxi 3                                          |                | Sim            | Sim            |
| 2004 | Banlieue 13                                     |                | Sim            | Sim            |
| 2004 | Taxi                                            |                | Sim            | Sim            |
| 2004 | Crimson Rivers II: Angels of the Apocalypse     |                | Sim            |                |
| 2005 | Angel-A                                         | Sim            | Sim            | Sim            |
| 2005 | Bunker Paradise                                 |                |                | Sim            |
| 2005 | Color Me Kubrick                                |                |                | Sim            |
| 2005 | Imposture                                       |                |                | Sim            |
| 2005 | Revolver                                        |                |                | Sim            |
| 2005 | The Three Burials of Melquiades Estrada         |                |                | Sim            |
| 2005 | Transporter 2                                   |                | Sim            | Sim            |
| 2005 | Unleashed                                       |                | Sim            | Sim            |
| 2005 | Ze film                                         |                |                | Sim            |
| 2005 | Au suivant!                                     |                |                | Sim            |
| 2006 | Arthur and the Invisibles                       | Sim            | Sim            | Sim            |
| 2006 | Bandidas                                        |                | Sim            | Sim            |
| 2006 | Love and Other Disasters                        |                |                | Sim            |
| 2006 | Nuovomondo                                      |                |                | Sim            |
| 2006 | Quand j'étais chanteur                          |                |                | Sim            |
| 2006 | Dikkenek                                        |                |                | Sim            |
| 2006 | Tell No One                                     |                |                | Sim            |
| 2007 | Michou d'Auber                                  |                |                | Sim            |
| 2007 | L'Invité                                        |                |                | Sim            |
| 2007 | The Secret                                      |                |                | Sim            |
| 2007 | Taxi 4                                          |                | Sim            | Sim            |
| 2007 | Hitman                                          |                |                | Sim            |
| 2007 | Frontier(s)                                     |                |                | Sim            |
| 2008 | Taken                                           |                | Sim            | Sim            |
| 2008 | Transporter 3                                   |                | Sim            | Sim            |
| 2009 | District 13: Ultimatum                          |                | Sim            | Sim            |
| 2009 | Home                                            |                |                | Sim            |
| 2009 | Arthur and the Revenge of Maltazard             | Sim            | Sim            | Sim            |
| 2010 | From Paris with Love                            |                | Sim            | Sim            |
| 2010 | Les aventures extraordinaires d'Adèle Blanc-Sec | Sim            | Sim            | Sim            |
| 2010 | Arthur 3: The War of the Two Worlds             |                | Sim            | Sim            |
| 2011 | The Lady                                        | Sim            | Sim            |                |
| 2011 | Colombiana                                      |                | Sim            | Sim            |
| 2012 | Lockout                                         |                | Sim            | Sim            |
| 2012 | Taken 2                                         |                | Sim            | Sim            |
| 2013 | Malavita                                        | Sim            | Sim            | Sim            |
| 2014 | 3 Days to Kill                                  |                | Sim            |                |
| 2014 | Brick Mansions                                  |                | Sim            | Sim            |
| 2014 | The Homesman                                    |                |                | Sim            |
| 2014 | Lucy                                            | Sim            | Sim            |                |
| 2014 | Taken 3                                         |                | Sim            | Sim            |
| 2015 | The Transporter Refueled                        |                |                | Sim            |
| 2015 | Save Kids Lives                                 | Sim            |                |                |
| 2016 | Shut In                                         |                |                | Sim            |
| 2016 | Nine Lives                                      |                |                | Sim            |
| 2016 | The Warriors Gate                               | Sim            | Sim            |                |
| 2017 | Valérian et la Cité des mille planètes          | Sim            | Sim            | Sim            |
| 2017 | The Lake                                        |                | Sim            | Sim            |
| 2017 | The Lake                                        |                | Sim            | Sim            |

↑  I Também creditado como diretor de fotografia e montador.
↑  II Creditado como operador de câmera.